# Іван Гиря
Іва́н Васи́льович Ги́ря (? — 1654) — український військовий діяч, сподвижник Богдана Хмельницького.

## Життєпис
Родом з дрібної шляхти Остра. Разом з братом Семеном отримав Мрин. У 1618 р. потрапив до московського полону. 1620—1630 — запорізький полковник. У 1625 р. — посол до московського царя. З 1630 р. проживав у Жовнині і був обраний військовим суддею. У 1648—1649 — полковник білоцерківський. У червні приймав у Білій Церкві посла Речі Посполитої до гетьмана. Командував авангардом корпуса Кривоноса під час битви під Костянтиновим 26—28 липня 1648 року. Помер від чуми у 1654 році.